# 地福村
地福村（じふくそん）は、かつて山口県阿武郡の南東部に存在した村。
1955年（昭和30年）4月1日に新設合併で阿東町となり消滅した。現在は山口市の一地域となっている。

## 地理

### 地勢
地福村は山口県のほぼ中央、中国山地に囲まれた地域である。
山口県長門国阿武郡の東部に位置し、四方を山岳に囲まれた一村落であり、村内は概ね平坦、海抜は約300メートル。そして灌漑の便が良いので、開拓されて田園地帯となったが、畑地はとても少ない。
南側の長尾谷頭・地福富士一帯の山脈は佐波郡柚野村に接し、東北側および西側の大蔵ヶ岳・石堂ヶ岳・毛無し山（別名：本谷頭）の連山は徳佐村・嘉年村・生雲村・篠生村の4村に接する。
長さは東西が約4.6キロメートル、南北は約8.6キロメートルで、面積は約61.8平方キロメートルである。
地福村で最も高い山は大蔵ヶ岳であり、その他の主な山々の高さおよび位置は下の表の通り。
| 名称               | 高さ | 位置                                                               |
| ------------------ | ---- | ------------------------------------------------------------------ |
| 大蔵ヶ岳           | 834m | 西方、篠生村の字、持坂・大谷山に跨る。                             |
| 長尾谷頭           | 783m | 南方、柚野村の字、柚ノ木に跨る。長尾谷川の水源である。             |
| 地福富士           | 733m | 南方、柚野村の字、大原に跨る。朴川の水源である。                   |
| 中ヶ迫頭（天童山） | 729m | 南方、柚野村の大字、野谷に跨る。朴川の支流、中ヶ迫谷の水源である。 |
| 毛無し山（本谷頭） | 716m | 北方、嘉年村の大字、吉部野に跨る。本谷川の水源である。             |
| 石堂ヶ岳           | 682m | 西北方、篠生村、生雲村および地福村三ヶ村の三叉点。                 |
| 沼田ヶ尾           | 580m | 西南方、篠生村、柚野村および地福村三ヶ村の三叉点。                 |
| 小山               | 368m | 大字地福下、字鳶ノ子と小山の中間にある。                           |

松本川（別名：阿武川。地福村内では又の名を地福川という）は東方の徳佐村から来ている。村の中央を貫いて流れ、西の篠生村に入る。その他の主な支流の流程および所在地は下の通り。

## 歴史
- 1889年（明治22年）4月1日 - 町村制の施行により、地福上村・地福下村の区域をもって発足。
- 1955年（昭和30年）4月1日 - 篠生村・生雲村・徳佐村・嘉年村と合併して阿東町が発足。同日地福村廃止。